# Dioumaténé
Dioumaténé est une commune du Mali, dans le cercle de Kadiolo et la région de Sikasso.

## Histoire
Louis-Gustave Binger visite le village en janvier 1888. Il en fait une longue description dans son récit Du Niger au golfe de Guinée, paru chez Hachette en 1892. Il écrit : « Dioumanténé [sic] se compose de trois grands villages, dont la population totale est supérieure à celle de Fourou : elle doit dépasser trois mille habitants. Les environs sont couverts de ruines, qui étaient toutes habitées avant la conquête du Pomporo par Tiéba ».
Binger quitte Dioumaténé le 14 janvier 1888 au matin.

## Notes et références

Localisation